# Гребо, Эжен
Эже́н Гребо́ (фр. Eugène Grébaut; 1846—1915) — французский египтолог, директор сначала булакского, а затем и нового Каирского египетского музея. С 1883 по 1886 года являлся директором основанного Гастоном Масперо Французского института восточной археологии. В 1890 году под его редакцией в Каире начало выходить художественное издание «Le Musée Egyptien».
В 1885 году его пост в Школе Лувра занял египтолог Эжен Лефебюр.

## Публикации
- Hymne à Ammon-Ra : des papyrus égyptiens du musée de Boulaq, Paris, A. Franck, 1874[3]
- Complément à l’observation sur l’expression Sha-mes.